# Andrei Șaguna, Arad
Andrei Șaguna (în maghiară Ötvenespuszta) este un sat în comuna Zimandu Nou din județul Arad, Crișana, România. La recensământul din 2002 avea o populație de 1796 locuitori.
Satul poartă numele mitropolitului ortodox Andrei Șaguna (1808 - 1873). 